# Jamestown (Kentucky)
Jamestown è un comune degli Stati Uniti d'America, situato nello Stato del Kentucky, nella contea di Russell, della quale è il capoluogo.